# Place de la Gare (Bourg-la-Reine)
Pour les articles homonymes, voir Place de la Gare.
La place de la Gare est un carrefour de Bourg-la-Reine dans les Hauts-de-Seine, en France.

## Situation et accès

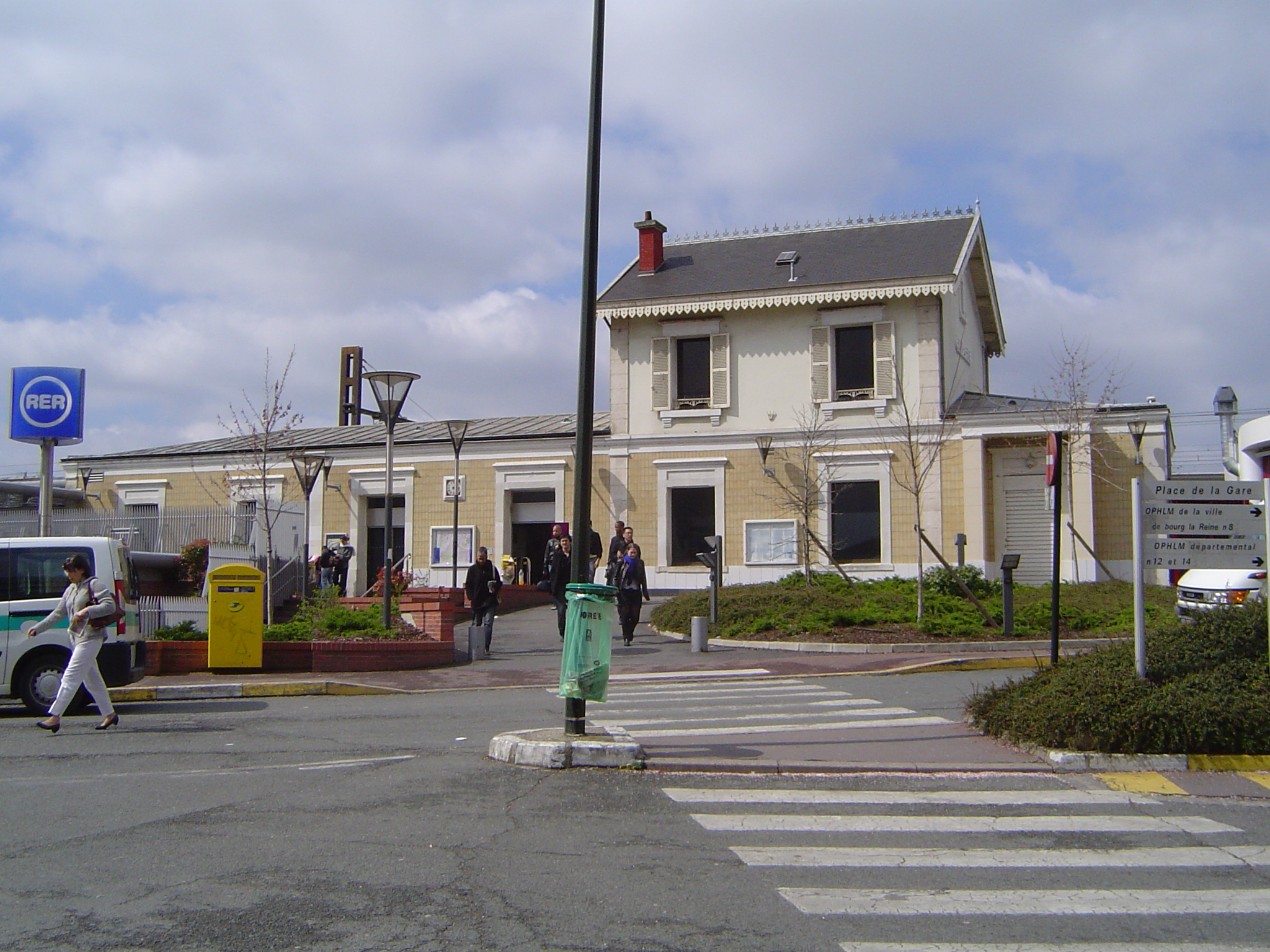
La gare du RER en avril 2010.

Elle forme le point de rencontre de la rue André-Theuriet, de la rue René-Roeckel, du boulevard du Maréchal-Joffre et de la rue des Blagis.
Sa desserte ferroviaire est effectuée par la gare de Bourg-la-Reine, sur la ligne de Sceaux,.

## Origine du nom

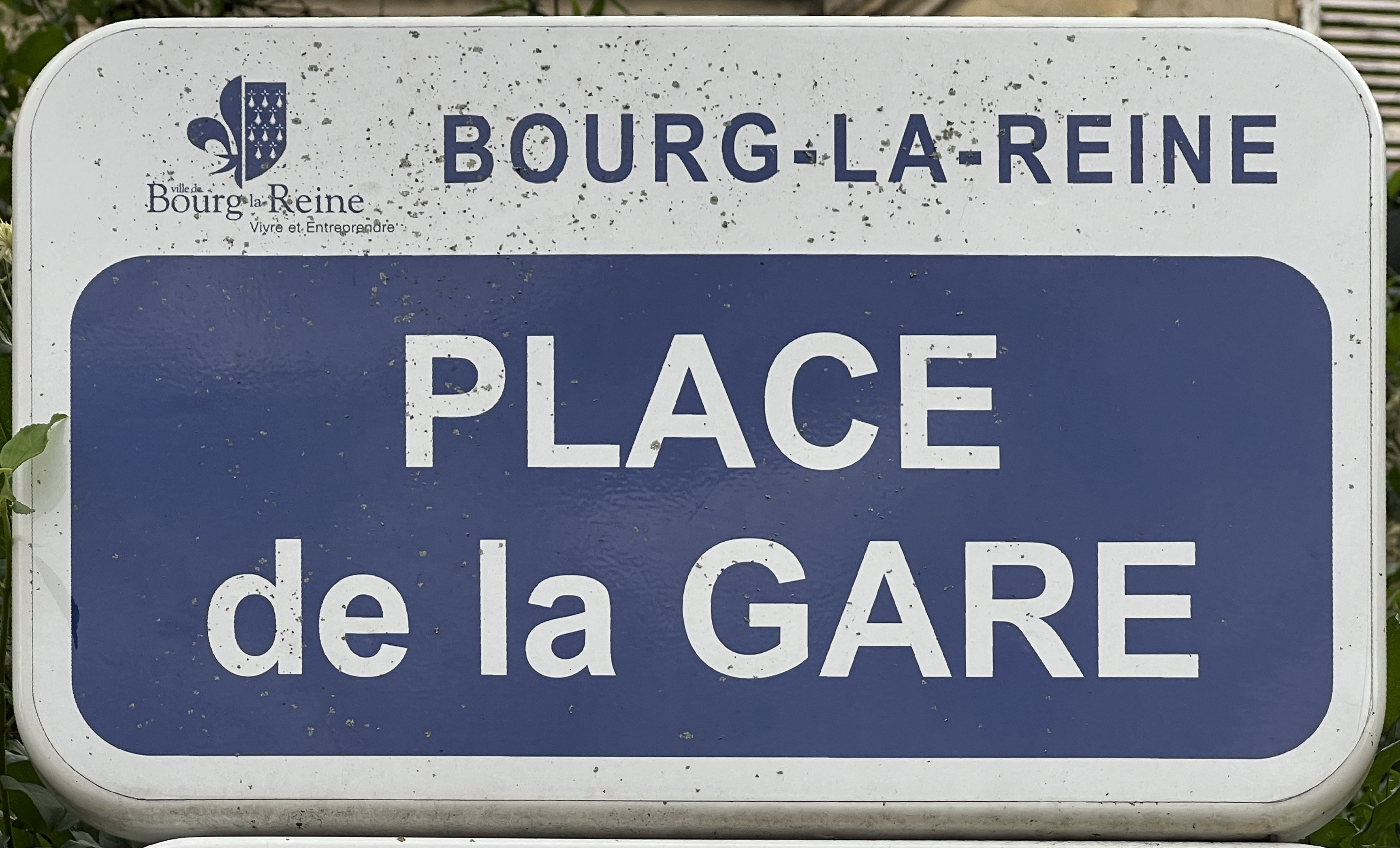
Plaque de la place.

L'origine de son nom, et toute son histoire sont à trouver dans la création de la gare de Bourg-la-Reine, mise en service le 7 juin 1846.

## Historique

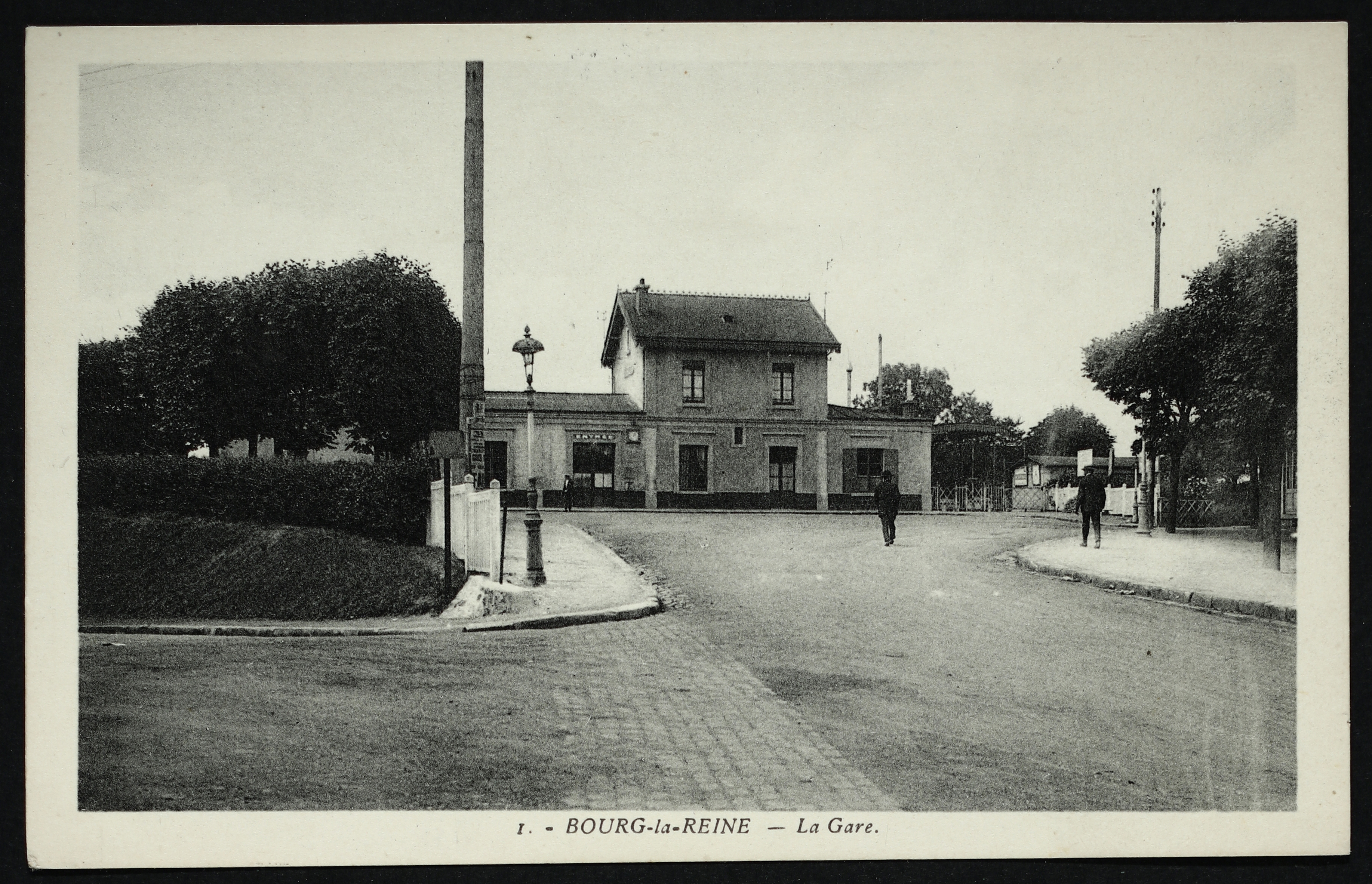
Bourg-la-Reine - La gare.

À partir de 2018,, elle est l'objet d'un vaste projet de réaménagement qui se termine en 2020,.

## Bâtiments remarquables et lieux de mémoire
- Le 25 mai 1897 y eut lieu un concours de bigophone qui rassembla cinq cents exécutants[7].
- Marché de Bourg-la-Reine[8].